# Pseudopoda shuqiangi
Pseudopoda shuqiangi là một loài nhện trong họ Sparassidae.
Loài này thuộc chi Pseudopoda. Pseudopoda shuqiangi được miêu tả năm 2007 bởi Peter Jäger & Vedel.